# Rallye Finnland 2012

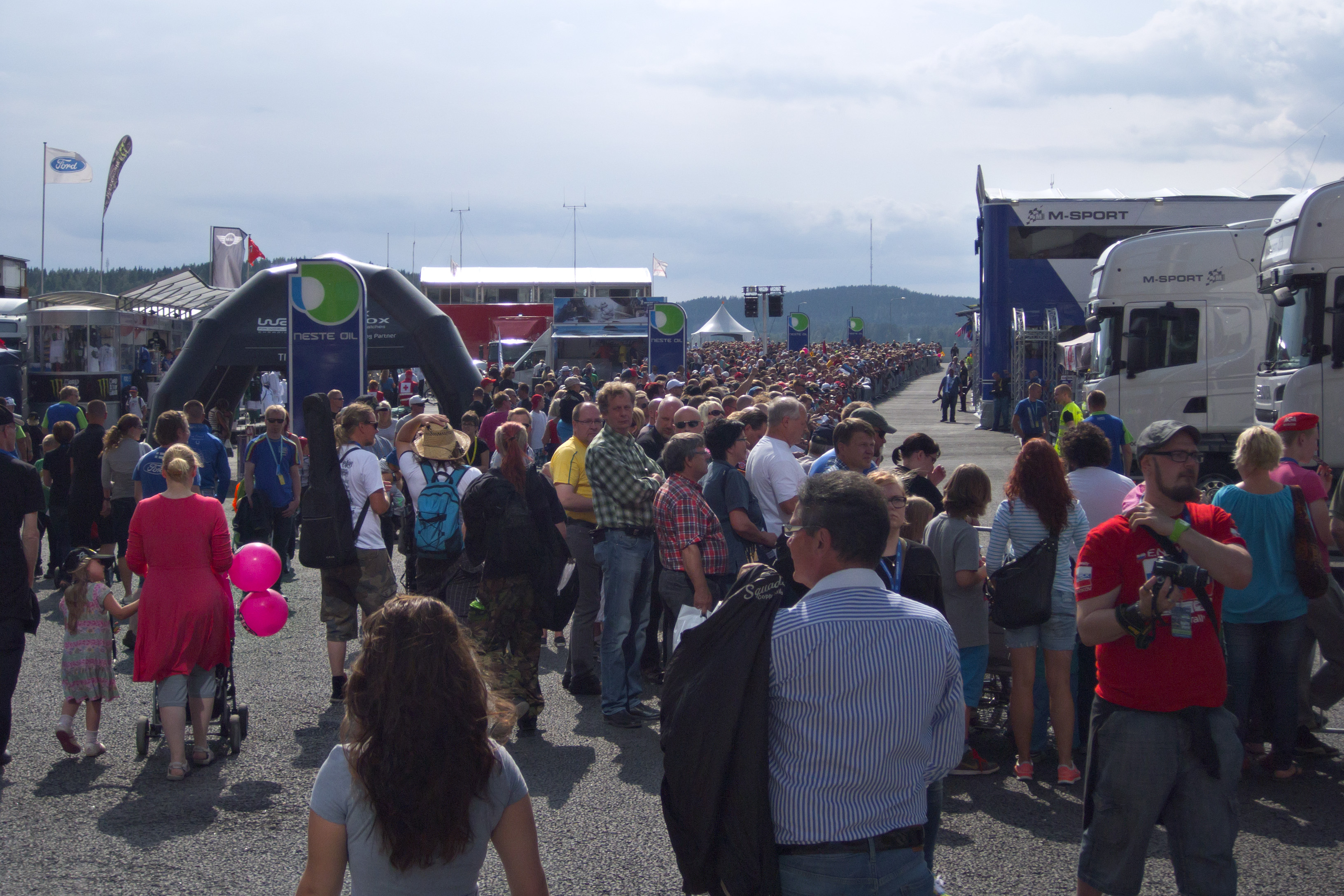
Rallye-Begeisterung in Finnland (Service-Park)

Die 62. Rallye Finnland war der 8. von 13 FIA-Weltmeisterschaftsläufen 2012. Die Rallye bestand aus 18 Wertungsprüfungen und wurde zwischen dem 2. und dem 4. August gefahren.

## Berichte

### 1. Tag (Donnerstag, 2. August)
Seit 1973 wurden Läufe zur Rallye-Weltmeisterschaft gefahren, bei der Rallye Finnland gab es die 500. Ausgabe. Diese begann mit einer hauchdünnen Führung für Weltmeister Sébastien Loeb (Citroën) vor Petter Solberg und Jari-Matti Latvala (beide Ford). In der dritten Wertungsprüfung fuhr Loeb etwas mehr Vorsprung heraus. Solberg verlor Zeit und fiel hinter Mads Østberg (Ford) und Thierry Neuville (Citroën) zurück. Auf dem dritten Platz übernachtete Mikko Hirvonen (Citroën).

### 2. Tag (Freitag, 3. August)
Am zweiten Tag der Rallye griff Hirvonen Teamkollege Loeb an und verkürzte den Rückstand. Hirvonen lag nur noch 4,4 Sekunden (nach WP 8) hinter Loeb, der mit technischen Problemen (Differenzial) zu kämpfen hatte. Trotzdem war auch an diesem Abend Loeb in Führung mit 3,7 Sekunden Vorsprung auf Hirvonen. Spannend war der Kampf um den fünften Platz zwischen Neuville und Østberg. Die beiden trennten nur gerade 2,1 Sekunden, während sich Solberg auf Rang vier vorarbeitete.

### 3. Tag (Samstag, 4. August)
Sébastien Loeb, Mikko Hirvonen und Citroën feierten in Finnland den fünften Doppelsieg in der Saison 2012. Sie verwiesen die Fordfahrer Jari-Matti Latvala und Petter Solberg auf die Plätze drei und vier. Dahinter wurde Mads Østberg fünfter, obwohl er bei den letzten Wertungsprüfungen technische Probleme hatte.

## Klassifikationen

### Endresultat
| Rang   | Fahrer                | Beifahrer           | Auto                    | Zeit      | Rückstand | Punkte + Power-Stage |     |     |
| WRC    | WRC                   | WRC                 | WRC                     | WRC       | WRC       | WRC                  | WRC | WRC |
| ------ | --------------------- | ------------------- | ----------------------- | --------- | --------- | -------------------- | --- | --- |
| 1      | Sébastien Loeb        | Daniel Elena        | Citroën DS3 WRC         | 2:28:11.4 | 0:00.0    | 25 + 1               |     |     |
| 2      | Mikko Hirvonen        | Jarmo Lehtinen      | Citroën DS3 WRC         | 2:28:17.5 | 0:06.1    | 18 + 3               |     |     |
| 3      | Jari-Matti Latvala    | Miikka Anttila      | Ford Fiesta RS WRC      | 2:28:46.4 | 0:35.0    | 15                   |     |     |
| 4      | Petter Solberg        | Chris Patterson     | Ford Fiesta RS WRC      | 2:29:07.5 | 0:56.1    | 12 + 2               |     |     |
| 5      | Mads Østberg          | Jonas Andersson     | Ford Fiesta RS WRC      | 2:30:43.5 | 2:32.1    | 10                   |     |     |
| 6      | Ott Tänak             | Kuldar Sikk         | Ford Fiesta RS WRC      | 2:30:59.0 | 2:47.6    | 8                    |     |     |
| 7      | Matti Rautanen        | Mikko Lukka         | Ford Fiesta RS WRC      | 2:33:03.1 | 4:51.7    | 6                    |     |     |
| 8      | Jari Ketomaa          | Mika Stenberg       | Ford Fiesta RS WRC      | 2:34:13.3 | 6:01.9    | 4                    |     |     |
| 9      | Martin Prokop         | Zdeněk Hrůza        | Ford Fiesta RS WRC      | 2:34:15.7 | 6:04.3    | 2                    |     |     |
| 10     | Sébastien Ogier       | Julien Ingrassia    | Škoda Fabia S2000       | 2:36:57.4 | 8:46.0    | 1                    |     |     |
| SWRC   |                       |                     |                         |           |           |                      |     |     |
| 1 (11) | Per-Gunnar Andersson  | Emil Axelsson       | Proton Satria Neo S2000 | 2:39:01.2 | 00:00.0   | 25                   |     |     |
| 2 (17) | Yazeed Al-Rajhi       | Michael Orr         | Ford Fiesta RRC         | 2:42:19.0 | 03:17.8   | 18                   |     |     |
| 3 (18) | Juha Salo             | Marko Salminen      | Proton Satria Neo S2000 | 2:44:47.9 | 05:46.7   | 15                   |     |     |
| 4 (23) | Maciej Oleksowicz     | Andrzej Obrebowski  | Ford Fiesta S2000       | 2:50:34.6 | 11:33.4   | 12                   |     |     |
| 5 (25) | Esapekka Lappi        | Janne Ferm          | Ford Fiesta S2000       | 2:51:19.0 | 12:17.8   | 10                   |     |     |
| JWRC   |                       |                     |                         |           |           |                      |     |     |
| 1      | Elfyn Evans           | Philip Pugh         | Ford Fiesta R2          | 2:34:07.7 | 00:00.0   | 25 + 7 für WP Siege  |     |     |
| 2      | Pontus Tidemand       | Stig Rune Skjærmoen | Ford Fiesta R2          | 2:35:03.0 | 00:55.3   | 18 + 6 für WP Siege  |     |     |
| 3      | Brendan Reeves        | Rhianon Smyth       | Ford Fiesta R2          | 2:35:35.1 | 01:27.4   | 15 + 2 für WP Siege  |     |     |
| 4      | José Antonio Suárez   | Cándido Carrera     | Ford Fiesta R2          | 2:36:22.5 | 02:14.8   | 12 + 1 für WP Siege  |     |     |
| 5      | John MacCrone         | Stuart Loudon       | Ford Fiesta R2          | 2:37:09.7 | 03:02.0   | 10                   |     |     |
| 6      | Christopher Duplessis | Alexander Kihurani  | Ford Fiesta R2          | 2:41:26.2 | 07:18.5   | 8                    |     |     |
| 7      | João Silva            | Hugo Magalhães      | Ford Fiesta R2          | 2:47:45.7 | 13:38.0   | 6                    |     |     |
| 8      | Ashley Haigh-Smith    | Craig Parry         | Ford Fiesta R2          | 3:04:09.2 | 30:01.5   | 4                    |     |     |
| 9      | Alastair Fisher       | Daniel Barritt      | Ford Fiesta R2          | 3:14:16.6 | 40:08.9   | 2 + 1 für WP Siege   |     |     |

### Wertungsprüfungen
| Tag                          | WP                           | Name          | Länge    | Start MESZ                        | Gewinner                    | Beifahrer                          | Auto               | Zeit    | Ø km/h | Leader         |
| ---------------------------- | ---------------------------- | ------------- | -------- | --------------------------------- | --------------------------- | ---------------------------------- | ------------------ | ------- | ------ | -------------- |
| Tag 1 2. Aug.                | WP1                          | Koukunmaa     | 13,68 km | 16:23                             | Sébastien Loeb              | Daniel Elena                       | Citroën DS3 WRC    | 06:59.8 | 117,31 | Sébastien Loeb |
| Tag 1 2. Aug.                | WP2                          | WP Jokimaa SS | 2,00 km  | 18:00                             | Petter Solberg              | Chris Patterson                    | Ford Fiesta RS WRC | 01:32.5 | 77,84  | Sébastien Loeb |
| Tag 1 2. Aug.                | WP3                          | Mynnilä       | 14,22 km | 19:50                             | Sébastien Loeb              | Daniel Elena                       | Citroën DS3 WRC    | 06:34.7 | 129,70 | Sébastien Loeb |
| Tag 1 2. Aug.                | Service Jyväskylä, 21:35 Uhr |               |          |                                   |                             |                                    |                    |         |        | Sébastien Loeb |
| Tag 2 3. Aug.                |                              |               |          |                                   |                             |                                    |                    |         |        | Sébastien Loeb |
| Service Jyväskylä, 05:30 Uhr |                              |               |          |                                   |                             |                                    |                    |         |        | Sébastien Loeb |
| WP4                          | Urria                        | 12,75 km      | 06:42    | Sébastien Loeb                    | Daniel Elena                | Citroën DS3 WRC                    | 05:59.5            | 127,68  |        | Sébastien Loeb |
| WP5                          | Jukojärvi                    | 22,29 km      | 07:39    | Mikko Hirvonen                    | Jarmo Lehtinen              | Citroën DS3 WRC                    | 10:34.0            | 126,57  |        | Sébastien Loeb |
| Service Jyväskylä, 09:05 Uhr |                              |               |          |                                   |                             |                                    |                    |         |        | Sébastien Loeb |
| WP6                          | Mökkiperä 1                  | 11,38 km      | 10:28    | Mikko Hirvonen                    | Jarmo Lehtinen              | Citroën DS3 WRC                    | 05:29.6            | 124,30  |        | Sébastien Loeb |
| WP7                          | Palsankylä 1                 | 13,92 km      | 11:14    | Sébastien Loeb                    | Daniel Elena                | Citroën DS3 WRC                    | 07:06.8            | 117,41  |        | Sébastien Loeb |
| WP8                          | Lankamaa 1                   | 23,06 km      | 12:32    | Mikko Hirvonen                    | Jarmo Lehtinen              | Citroën DS3 WRC                    | 11:11.4            | 123,65  |        | Sébastien Loeb |
| Service Jyväskylä, 13:45 Uhr |                              |               |          |                                   |                             |                                    |                    |         |        | Sébastien Loeb |
| WP9                          | Mökkiperä 2                  | 11,38 km      | 15:08    | Mikko Hirvonen                    | Jarmo Lehtinen              | Citroën DS3 WRC                    | 05:26.8            | 125,36  |        | Sébastien Loeb |
| WP10                         | Palsankylä 2                 | 13,92 km      | 15:54    | Sébastien Loeb                    | Daniel Elena                | Citroën DS3 WRC                    | 07:01.7            | 118,83  |        | Sébastien Loeb |
| WP11                         | Lankamaa 2                   | 23,06 km      | 17:12    | Petter Solberg                    | Chris Patterson             | Ford Fiesta RS WRC                 | 11:03.2            | 125,17  |        | Sébastien Loeb |
| WP12                         | WPS Killeri                  | 2,06 km       | 19:00    | Sébastien Loeb                    | Daniel Elena                | Citroën DS3 WRC                    | 01:22.8            | 89,57   |        | Sébastien Loeb |
| Service Jyväskylä, 19:30 Uhr |                              |               |          |                                   |                             |                                    |                    |         |        | Sébastien Loeb |
| Tag 3 4. Aug.                |                              |               |          |                                   |                             |                                    |                    |         |        | Sébastien Loeb |
| Service Jyväskylä, 06:00 Uhr |                              |               |          |                                   |                             |                                    |                    |         |        | Sébastien Loeb |
| WP13                         | Surkee 1                     | 14,95 km      | 06:56    | Sébastien Loeb                    | Daniel Elena                | Citroën DS3 WRC                    | 08:05.7            | 110,81  |        | Sébastien Loeb |
| WP14                         | Leustu 1                     | 21,94 km      | 07:54    | Mikko Hirvonen                    | Miikka Anttila              | Citroën DS3 WRC                    | 10:25.8            | 126,21  |        | Sébastien Loeb |
| Service Jyväskylä, 09:07 Uhr |                              |               |          |                                   |                             |                                    |                    |         |        | Sébastien Loeb |
| WP15                         | Surkee 2                     | 14,95 km      | 10:18    | Sébastien Loeb                    | Daniel Elena                | Citroën DS3 WRC                    | 08:00.3            | 112,05  |        | Sébastien Loeb |
| WP16                         | Leustu 2                     | 21,94 km      | 11:16    | Sébastien Loeb Jari-Matti Latvala | Daniel Elena Miikka Anttila | Citroën DS3 WRC Ford Fiesta RS WRC | 10:20.2            | 127,35  |        | Sébastien Loeb |
| Service Jyväskylä, 12:29 Uhr |                              |               |          |                                   |                             |                                    |                    |         |        | Sébastien Loeb |
| WP17                         | Ouninpohja 1                 | 33,01 km      | 14:37    | Mikko Hirvonen                    | Jarmo Lehtinen              | Citroën DS3 WRC                    | 15:26.9            | 128,21  |        | Sébastien Loeb |
| WP18                         | Ouninpohja 2 (Power-Stage)   | 33,01 km      | 17:00    | Mikko Hirvonen                    | Jarmo Lehtinen              | Citroën DS3 WRC                    | 15:17.3            | 129,55  |        | Sébastien Loeb |
| Service Jyväskylä, 19:03 Uhr |                              |               |          |                                   |                             |                                    |                    |         |        | Sébastien Loeb |

### Gewinner Wertungsprüfungen
| WP                             | Anzahl | Fahrer             | Auto               |
| ------------------------------ | ------ | ------------------ | ------------------ |
| 1, 3, 4, 7, 10, 12, 13, 15, 16 | 9      | Sébastien Loeb     | Citroën DS3 WRC    |
| 5, 6, 8, 9, 14, 17, 18         | 7      | Mikko Hirvonen     | Citroën DS3 WRC    |
| 2, 11                          | 2      | Petter Solberg     | Ford Fiesta RS WRC |
| 16                             | 1      | Jari-Matti Latvala | Ford Fiesta RS WRC |

### Fahrer-WM nach der Rallye
| Pos. | Fahrer             | Punkte |
| ---- | ------------------ | ------ |
| 1    | Sébastien Loeb     | 171    |
| 2    | Mikko Hirvonen     | 128    |
| 3    | Petter Solberg     | 104    |
| 4    | Mads Østberg       | 90     |
| 5    | Jari-Matti Latvala | 69     |

### Team-Weltmeisterschaft
| Pos. | Team             | Punkte |
| ---- | ---------------- | ------ |
| 1    | Citroën WRT      | 280    |
| 2    | Ford WRT         | 171    |
| 3    | M-Sport Ford WRT | 115    |